# 狭叶杨梅黄杨
狭叶杨梅黄杨（学名：Buxus myrica var. angustifolia）为黄杨科黄杨属下的一个变种。

## 扩展阅读
- 維基物種上的相關：狭叶杨梅黄杨